# Directrices para la conducta de las tropas en Rusia
Las Directrices para la conducta de las tropas en Rusia (en alemán: Die Richtlinien für das Verhalten der Truppe in Rußland) fue una de las órdenes criminales emitidas por la Alemania nazi, durante la Segunda Guerra Mundial (19 de mayo de 1941). Dichas directrices detallaban cuidadosamente el comportamiento esperado de las tropas alemanas durante la invasión de la Unión Soviética. Se incluyó a civiles como grupos de oposición. 

## Historia
La orden decía: «El bolchevismo es el enemigo mortal del pueblo nacionalsocialista alemán. Esta corrosiva Weltanschauung - y aquellos que la apoyan - es contra lo que Alemania esta luchando. Esta lucha exige una represión despiadada y enérgica contra los agitadores bolcheviques, guerrilleros, saboteadores y judíos, y la eliminación total de toda resistencia tanto activa como pasiva. Los soldados asiáticos, en particular, son inescrutables, impredecibles, tortuosos y brutales...».
El historiador Omer Bartov escribió a este respecto que las Directrices para la conducción de las tropas en Rusia, detallan «medidas despiadadas contra los agitadores bolcheviques, guerrilleros, saboteadores y judíos y pide la eliminación completa de cualquier resistencia activa o pasiva». Por su parte el historiador norteamericano Waitman Wade Beorn escribió en su libro Marching into Darkness que la orden apunta explícitamente a los judíos como «enemigos raciales que deben ser eliminados por los militares independientemente de su comportamiento».

Extracto de las «Directrices para el comportamiento de las tropas en Rusia» 
1. El bolchevismo es el enemigo mortal del pueblo nacionalsocialista alemán. La lucha de Alemania está dirigida contra esta ideología subversiva y sus funcionarios.
2. Esta lucha requiere una acción despiadada y enérgica contra los agitadores bolcheviques, guerrilleros, saboteadores y judíos, y la eliminación total de toda resistencia activa o pasiva.
3. Los miembros del Ejército Rojo, incluidos los prisioneros, deben ser tratados con la mayor reserva y la mayor precaución, ya que hay que tener en cuenta los tortuosos métodos de combate. Los soldados asiáticos del Ejército Rojo en particular son inescrutables, impredecibles, tortuosos y brutales ...
4. Al hacer prisioneros a las unidades, los líderes deben ser separados de las tropas de inmediato.
5. En la Unión Soviética, el soldado alemán no se enfrenta a una población unificada. La URSS es una formación estatal que combina una multiplicidad de pueblos eslavos, caucásicos y asiáticos unidos por la violencia de los gobernantes bolcheviques. Los judíos están fuertemente representados en la URSS….